# Bystřice nad Pernštejnem
Pour les articles homonymes, voir Bystřice.
Bystřice nad Pernštejnem (en allemand : Bistritz ob Pernstein) est une ville du district de Žďár nad Sázavou, dans la région de Vysočina, en Tchéquie. Sa population s'élevait à 7 906 habitants en 2023.

## Géographie
Bystřice nad Pernštejnem est arrosée par la rivière Bystřice, et se trouve à 15 km à l'est-sud-est de Nové Město na Moravě, à 24 km à l'ouest-nord-ouest de Žďár nad Sázavou, à 51 km à l'est-nord-est de Jihlava et à 145 km à l'est-sud-est de Prague.
La commune est limitée par Lísek, Bohuňov, Písečné, Ždánice et Dalečín au nord, par Vír, Koroužné et Štěpánov nad Svratkou à l'est, par Ujčov, Štěpánov nad Svratkou, Věchnov et Rožná au sud, et par Rodkov, Rozsochy, Zvole et Nové Město na Moravě à l'ouest.

## Histoire
La première mention écrite de la localité date de 1298.
La mise en service d'une liaison ferroviaire avec Zdar nad Sazavou et Tišnov, en 1905, contribua au développement industriel de la localité. La ville profita également de l'essor de l'extraction et de la transformation de l'uranium à Dolní Rožínka. En 1925, Bystřice fut renommée Bystřice nad Pernštejnem. En 2010, la place centrale de la ville a été rénovée.

## Population
Recensements (*) ou estimations de la population de la commune dans ses limites actuelles :
| 1869* | 1880* | 1890* | 1900* | 1910* | 1921* |
| ----- | ----- | ----- | ----- | ----- | ----- |
| 5 468 | 5 405 | 5 119 | 5 006 | 4 770 | 4 576 |

| 1930* | 1950* | 1961* | 1970* | 1980* | 1991* |
| ----- | ----- | ----- | ----- | ----- | ----- |
| 4 170 | 3 922 | 5 032 | 7 644 | 9 510 | 9 304 |

| 2001* | 2011* | 2014  | 2015  | 2016  | 2017  |
| ----- | ----- | ----- | ----- | ----- | ----- |
| 9 068 | 8 279 | 8 444 | 8 343 | 8 302 | 8 202 |

| 2018  | 2019  | 2020  | 2021* | 2022  | 2023  |
| ----- | ----- | ----- | ----- | ----- | ----- |
| 8 112 | 8 110 | 8 004 | 7 492 | 7 835 | 7 906 |

## Administration
La commune se compose de douze sections :
- Bystřice nad Pernštejnem
- Divišov
- Dvořiště
- Bratrušín
- Domanínek
- Domanín
- Karasín
- Kozlov
- Lesoňovice
- Pivonice
- Rovné
- Vítochov

## Transports
Par la route, Bystřice nad Pernštejnem se trouve à 15,5 km de Nové Město na Moravě, à 26 km de Žďár nad Sázavou, à 62 km de Jihlava et à 183 km de Prague.